# Gauville (Somme)
Gauville é uma comuna francesa na região administrativa de Altos da França, no departamento de Somme. Estende-se por uma área de 7,32 km². Em 2010 a comuna tinha 351 habitantes (densidade: 48 hab./km²).